# Брейтенфельд (Лейпциг)

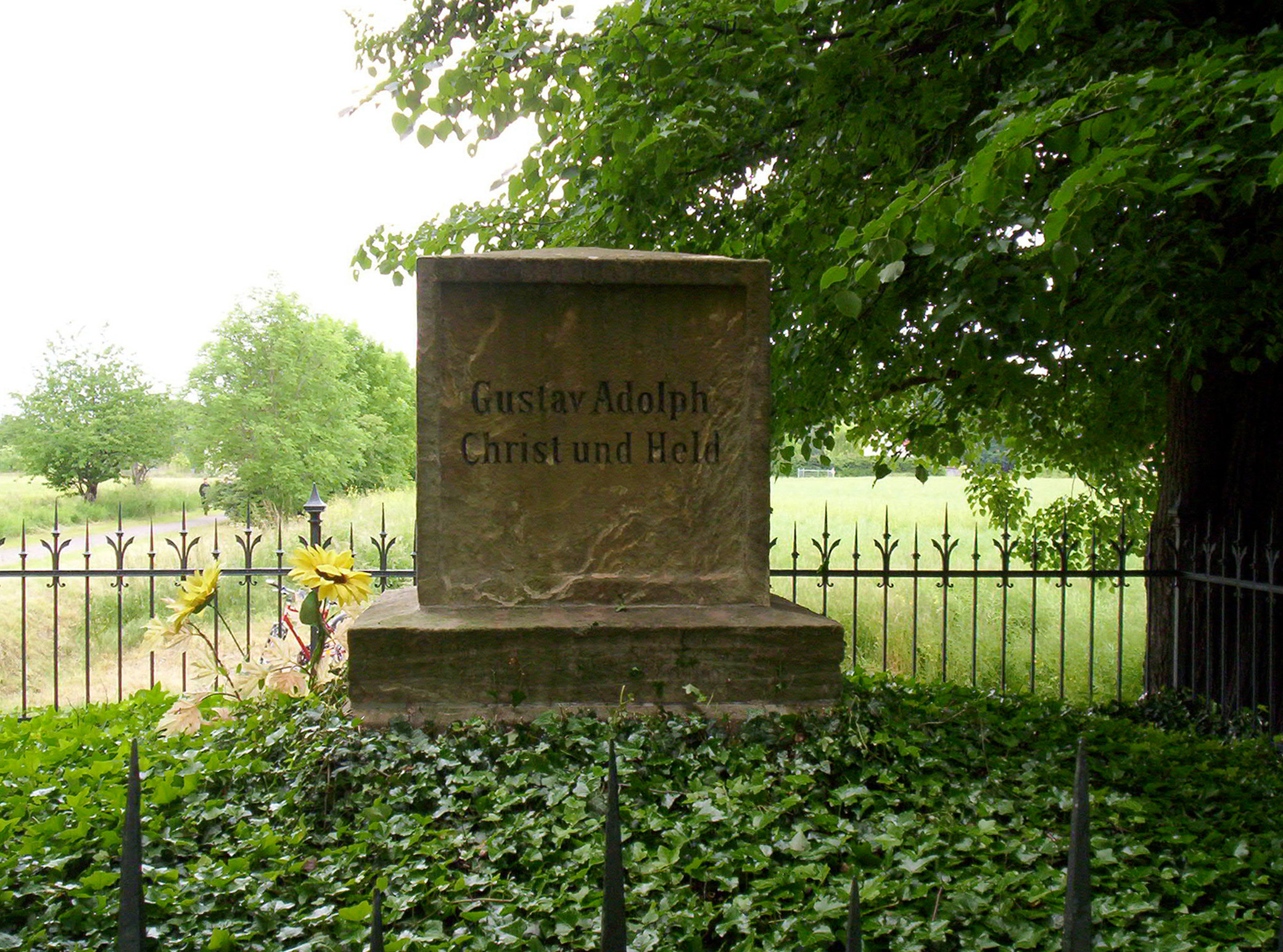
Памятный знак Первой битвы при Брейтенфельде

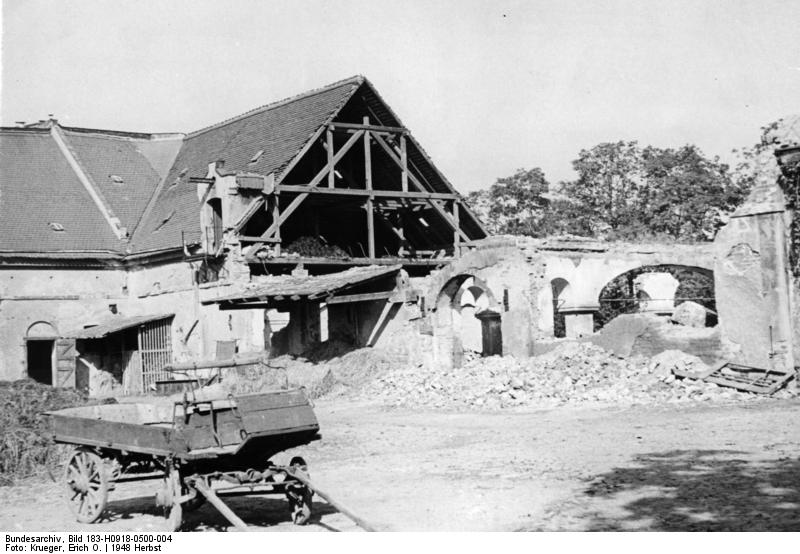
Разрушенная усадьба в Брейтендельде, 1945 год

Бре́йтенфельд, Брайтенфельд (нем. Breitenfeld, первоначально Breitenvelt — «Широкое поле»), деревня к северу от города Лейпциг, с 1913 — часть города Линденталя, с 1999 года Брайтенфельд включен в состав Лейпцига, в земле Саксония (Германия).
Деревня известна двумя прошедшими в окрестностях значительными битвами тридцатилетней войны между императорскими войсками с одной стороны, и шведами и их союзниками — Битва при Брейтенфельде (1631) и Битва под Брайтенфельдом (1642). В 1831 году, в память двухсотлетия Первой битвы при Брейтенфельде, был установлен памятный знак королю Густаву Адольфу.
В настоящее время в Брайтенфельде устроен крупный приют для домашних животных

## История
Впервые упоминается в документах в 1271 году, как владение маркграфов Ландсберга, передаваемое Дитрихом II-ым в пользу Мерзебургского епископства. С 1856 года автономно управлялся местным советом.

### В тридцатилетней войне
В первом сражении, 7 сентября 1631 года, войска Католической лиги под командованием имперского фельдмаршала Тилли были разбиты шведско-саксонскими войсками под командованием короля Густава Адольфа.
В результате поражения император и лига лишились лучшей части своих войск; протестантские князья поспешили заключить со шведами союз, центральная и южная Германия стала открыта для шведских войск.
23 октября 1642. Шведы, под командованием Торстенсона, опять одержали полную победу над имперскими войсками; в результате Торстенстон овладел Лейпцигом, а вскоре и всей Саксонией.

### В наполеоновских войнах
В 1813 году в Битве народов под Лейпцигом в Брайтенфельде располагался командный пункт прусского генерала Гебхард Блюхера.